# 川又米利
川又 米利（かわまた よねとし、1960年8月4日 - ）は、東京都世田谷区三宿生まれ、調布市出身の元プロ野球選手（内野手、外野手）。名古屋市に本社を置く芸能事務所セントラルジャパンに所属している。

## 経歴
東京都世田谷区三宿で生まれ3歳の時に調布市へ移る。小学5年から調布リトルリーグに入りエースとして活躍する。
1976年、早稲田実業高入学。1年生時から左翼手、一塁手として活躍。弓田鋭彦（早大－日本石油）、谷田部和彦（早大－拓銀）の両エースを擁し、同1976年秋の明治神宮野球大会に出場。決勝で大田高を降し優勝を飾る。その後、通算4回の甲子園大会に出場。高校2年時の1977年春の選抜では準々決勝に進むが、智弁学園の山口哲治に抑えられ敗退。同年夏の選手権も準々決勝で今治西高に1-11で大敗。しかし秋の青森国体では、決勝で東洋大姫路高の松本正志を打ち崩し優勝を果たす。
1978年は同期の山岡靖（早大－東京ガス）がエースとなり、春の選抜に出場。2回戦でこの大会に優勝した浜松商に惜敗。しかし大会第4号の本塁打を放ち長距離打者として注目される。同年夏の選手権は1回戦で矢田万寿男のいた倉吉北高に2-3で敗れた。倉吉北の松本好行投手に得点の好機を含め川又が内野フライに二度抑えられチームも敗退した。左の強打者ということから、先輩の王貞治になぞらえ「王二世」と騒がれた。1978年オフにドラフト外で中日ドラゴンズに入団。担当スカウト田村和夫。
1982年にウエスタン・リーグで首位打者を獲得するも、一軍ではなかなか定着できなかった。
1985年には右翼手の定位置を獲得、初めて規定打席（21位、打率.290）に達する。シーズン中盤には谷沢健一の故障で一塁手としても出場した。
1986年は谷沢に代り一塁手に回り、その後も1989年まで右翼手、一塁手のレギュラーとして活躍。
1988年のリーグ優勝に貢献し、西武との日本シリーズは敗退するが、10打数3安打2打点1本塁打を記録し第2戦の3回裏には郭泰源から2ラン本塁打を放っている。しかし落合博満が一塁手に定着し、外人選手の入団もあって、その後は段々と出場機会を減らし、代打の切り札や外野の準レギュラーとして起用される。特に相性の良い巨人戦には勝負強さを発揮した。プロ野球歴代5位の代打本塁打16本の記録を持つ。
1997年に引退。
1998年から2001年まで、東海ラジオ、日本テレビ、中京テレビ、中日スポーツの野球解説者を務める。
2002年に中日の二軍打撃コーチに就任。
2003年は一軍打撃コーチ。
2004年は二軍打撃コーチを務めた。
2005年から2011年まで、再び東海ラジオ（2008年まで）、中京テレビ、中日スポーツの解説者（東海テレビ制作のJ SPORTS STADIUMにも出演）。「間違いないですね」が口癖（東海ラジオのナイターオフ番組『ガッツナイタープラス』の2007年バージョンで、リスナーが考える「間違いないですね」にあった質問を募集し、質問の最後に川又本人の「間違いないですね」の肉声が使用される大喜利的要素を含む内容の不定期企画があった）。マスターズリーグの名古屋80D'sersの選手としても活躍している。
2007年、名古屋市でクラブチーム「NAGOYA23」を結成し、総監督に就任。
2012年からは中日の二軍打撃コーチに就任、8年ぶりの現場復帰となった。
2013年、10月4日に球団から来季の契約を結ばないことが発表された。
現在はDAZNの野球解説者、中日スポーツの野球評論家の傍ら、ドラゴンズベースボールアカデミーのコーチを務めている。また、バンテリンドーム ナゴヤ内のアリーナビュー・レストランにて不定期で試合解説を行っている。

## 人物
現役時代の川又の応援歌は、2014年まで中日のチャンステーマになっていた（原曲は「ぶっちぎりの青春」。歌詞は一部変更されている）。因みに初期の頃は「ウルトラマン」の曲を原曲としたもので、爆風スランプのヒット曲「Runner」を原曲としたものもあった。その曲は、広島の野村謙二郎の応援歌と重なったため、それを嫌った野村が変更を申し出たというエピソードもある。四作目の歌詞には「熱涙」という歌詞が使われ、川又の集大成を表すような歌詞となっている。
全歌詞はこちら　歴史に刻む一打を　一振りにかけろ　熱涙溢れてくるぜ　頼むぞ川又
守備に難があり、川又の守備位置にフライが上がるとぞっとすることから「スリラー」と言う別名をもらっていた。そのため、パ・リーグからDHのニーズがあり、度々トレードの申し込みがあった。また鈍足で打球判断も悪いため、ギリギリのランニングキャッチやダイビングキャッチも度々で“ファインプレー”を演出することも多く、このため現役時代は「足が速ければもっといい選手になれたのに」と言われ続けた。
特に1990年のシーズンは星野仙一監督の鉄拳制裁が話題になっていたが、珍プレーでその相方としてよく紹介された。ある試合で川又がライトフライを万歳で後逸して三塁打にしてしまい、星野が激昂しライトを交代させ、顔面蒼白のままベンチへ引き上げるシーン、別の試合では川又がチャンスで適時打を放ち、相手のエラーで2塁へ進めるチャンスが十分あったにもかかわらず1塁ベース上で味方ランナーのホームインに見とれてしまい、その走塁の怠慢さに星野が激怒しベンチ内の扇風機を破壊、その光景を1塁ベース上で見た川又は喜びから顔面蒼白になるシーンなどが代表的である。川又は星野と現役時代を共にしながら、第一次星野政権下で放出されなかった数少ない中日OBの一人である。
川又は、星野が亡くなった（2018年1月4日）後、ラジオ番組に出演し、怠慢な走塁に星野が激怒した場面のことについて触れている。川又は「ランナーがホームに帰ったかどうかを確認してしまったので、セカンドに進むのを怠った」と述懐し、星野はその怠慢なプレーに激怒して「ヨネ、何でセカンドに進まないんだ!!」とどやされたと話している。川又は「あの時は相手チームのベンチに行きたかったです。打った時はガッツポーズをしたけれど、星野さんにどやされて一瞬で興奮が冷めてしまいました」と当時を振り返っていた。
夫人はイラスト製作を趣味としており、雑誌「月刊ドラゴンズ」の誌上企画で川又がインタビューする中日選手の似顔絵を掲載している。
1997年に引退後（2002年～2004年までのコーチ時代を除く）中京テレビと東海ラジオ放送の解説を務めているが、川又は長嶋茂雄の大ファンで日本テレビの長嶋引退記念特別番組に観客の一人として出演していたほどである（引退した1974年当時中学生だった）。その映像が引退後初のレギュラー番組『ズームイン!!朝!』で取り上げられると「う～ん、中日にも優勝してほしいが…長嶋さんのことを考えると巨人にも優勝してほしい…」と発言。コンビを組んでいた中京テレビの佐藤啓アナは「何言ってるんですか！中日が優勝でしょ！」と慌てて指摘した。その後、MC福澤朗からの「長嶋さんに優勝させたいですね!?」という発言には「う～ん」と煮え切らない態度を取った（入団当時と引退当時の巨人監督は長嶋である）。

また、監督を退任し中日の臨時コーチを務めた長嶋が、川又の打撃フォームを見て「少年野球をしている子供たちが見習うべきフォーム」と絶賛、「ブック（教科書）」というニックネームを授けた。
飲酒するとたちまち赤くなるため、川又に酒を飲ませるなとよく指摘されていたらしい。引退後も鍋を囲み飲酒しながら対談をする収録などでは顔を真っ赤にしている。
井端弘和を研ナオコに紹介したのは、川又である（『榊原郁恵のおしゃべりパーク歌うリクエスト』最終回より）。
ロックミュージシャン忌野清志郎と親交が深い。忌野が名古屋でライブを行う際には特別ゲストとして川又がステージに登場することが度々あった。その際、忌野は川又のことを歌った名古屋限定の曲を披露するパターンが多かった。
高校時代に出場した神宮球場の試合で、帝京高校の石橋貴明から「オイ!川又」と野次られた経験がある（2009年11月19日放送・とんねるずのみなさんのおかげでした・「新・食わず嫌い王決定戦」より石橋談）。

## 詳細情報

### 年度別打撃成績
| 年 度      | 球 団      | 試 合 | 打 席 | 打 数 | 得 点 | 安 打 | 二 塁 打 | 三 塁 打 | 本 塁 打 | 塁 打 | 打 点 | 盗 塁 | 盗 塁 死 | 犠 打 | 犠 飛 | 四 球 | 敬 遠 | 死 球 | 三 振 | 併 殺 打 | 打 率 | 出 塁 率 | 長 打 率 | O P S |
| ---------- | ---------- | ----- | ----- | ----- | ----- | ----- | -------- | -------- | -------- | ----- | ----- | ----- | -------- | ----- | ----- | ----- | ----- | ----- | ----- | -------- | ----- | -------- | -------- | ----- |
| 1979       | 中日       | 46    | 57    | 47    | 2     | 13    | 3        | 0        | 0        | 16    | 5     | 1     | 0        | 0     | 2     | 7     | 1     | 1     | 10    | 1        | .277  | .382     | .340     | .722  |
| 1980       | 中日       | 25    | 25    | 25    | 1     | 3     | 0        | 0        | 1        | 6     | 2     | 0     | 0        | 0     | 0     | 0     | 0     | 0     | 5     | 1        | .120  | .120     | .240     | .360  |
| 1981       | 中日       | 11    | 14    | 13    | 1     | 3     | 0        | 0        | 0        | 3     | 0     | 0     | 0        | 0     | 0     | 1     | 0     | 0     | 3     | 1        | .231  | .286     | .231     | .516  |
| 1982       | 中日       | 24    | 26    | 26    | 1     | 4     | 0        | 1        | 0        | 6     | 0     | 0     | 1        | 0     | 0     | 0     | 0     | 0     | 5     | 0        | .154  | .154     | .231     | .385  |
| 1983       | 中日       | 32    | 57    | 49    | 8     | 16    | 1        | 0        | 6        | 35    | 14    | 0     | 1        | 0     | 2     | 6     | 0     | 0     | 12    | 1        | .327  | .400     | .714     | 1.114 |
| 1984       | 中日       | 41    | 36    | 35    | 2     | 4     | 2        | 0        | 0        | 6     | 1     | 1     | 0        | 0     | 0     | 1     | 0     | 0     | 11    | 0        | .114  | .139     | .171     | .310  |
| 1985       | 中日       | 122   | 422   | 362   | 43    | 105   | 27       | 3        | 9        | 165   | 44    | 2     | 4        | 4     | 2     | 52    | 1     | 2     | 50    | 6        | .290  | .380     | .456     | .836  |
| 1986       | 中日       | 115   | 403   | 358   | 41    | 99    | 20       | 1        | 9        | 148   | 42    | 3     | 0        | 6     | 7     | 32    | 1     | 0     | 57    | 9        | .277  | .330     | .413     | .743  |
| 1987       | 中日       | 123   | 420   | 376   | 40    | 95    | 16       | 4        | 16       | 167   | 57    | 6     | 2        | 7     | 0     | 37    | 6     | 0     | 33    | 5        | .253  | .320     | .444     | .764  |
| 1988       | 中日       | 122   | 381   | 318   | 30    | 89    | 18       | 2        | 6        | 129   | 35    | 3     | 2        | 12    | 6     | 45    | 5     | 0     | 36    | 5        | .280  | .363     | .406     | .769  |
| 1989       | 中日       | 113   | 324   | 271   | 33    | 77    | 19       | 0        | 4        | 108   | 31    | 3     | 2        | 10    | 2     | 40    | 3     | 0     | 30    | 7        | .284  | .374     | .399     | .772  |
| 1990       | 中日       | 94    | 212   | 167   | 18    | 41    | 14       | 0        | 2        | 61    | 18    | 2     | 1        | 4     | 2     | 36    | 4     | 3     | 34    | 3        | .246  | .385     | .365     | .750  |
| 1991       | 中日       | 83    | 160   | 130   | 20    | 43    | 11       | 1        | 5        | 71    | 29    | 1     | 0        | 3     | 3     | 24    | 1     | 0     | 33    | 1        | .331  | .427     | .546     | .973  |
| 1992       | 中日       | 84    | 195   | 167   | 14    | 45    | 14       | 0        | 5        | 74    | 15    | 0     | 0        | 0     | 2     | 26    | 3     | 0     | 22    | 2        | .269  | .364     | .443     | .807  |
| 1993       | 中日       | 98    | 259   | 225   | 23    | 53    | 9        | 0        | 6        | 80    | 24    | 0     | 0        | 3     | 2     | 27    | 0     | 0     | 35    | 8        | .236  | .315     | .356     | .671  |
| 1994       | 中日       | 85    | 133   | 104   | 12    | 28    | 4        | 0        | 2        | 38    | 12    | 1     | 0        | 0     | 2     | 24    | 0     | 2     | 15    | 4        | .269  | .409     | .365     | .774  |
| 1995       | 中日       | 85    | 160   | 138   | 12    | 32    | 5        | 0        | 2        | 43    | 16    | 0     | 0        | 1     | 1     | 20    | 3     | 0     | 15    | 1        | .232  | .327     | .312     | .639  |
| 1996       | 中日       | 64    | 58    | 45    | 2     | 12    | 1        | 0        | 1        | 16    | 12    | 0     | 0        | 0     | 1     | 12    | 1     | 0     | 14    | 1        | .267  | .414     | .356     | .769  |
| 1997       | 中日       | 48    | 45    | 41    | 0     | 9     | 3        | 0        | 0        | 12    | 7     | 0     | 0        | 0     | 0     | 4     | 1     | 0     | 13    | 1        | .220  | .289     | .293     | .582  |
| 通算：19年 | 通算：19年 | 1415  | 3387  | 2897  | 303   | 771   | 167      | 12       | 74       | 1184  | 364   | 23    | 13       | 50    | 34    | 394   | 30    | 8     | 433   | 57       | .266  | .352     | .409     | .761  |

- 各年度の太字はリーグ最高

### 背番号
- 46 （1979年 - 1982年）
- 23 （1983年 - 1997年）
- 86 （2002年 - 2004年）
- 74 （2012年 - 2013年）

### 記録
初記録
- 初出場：1979年5月6日、対広島東洋カープ6回戦（ナゴヤ球場）、7回裏に高橋三千丈の代打として出場
- 初安打：1979年5月12日、対横浜大洋ホエールズ6回戦（横浜スタジアム）、9回表に大河原栄の代打として出場、遠藤一彦から二塁打
- 初先発出場：1979年5月13日、対横浜大洋ホエールズ7回戦（横浜スタジアム）、7番・右翼手として先発出場
- 初打点：同上、4回表に野村収から
- 初本塁打：1980年6月28日、対阪神タイガース11回戦（ナゴヤ球場）、3回裏に星野仙一の代打として出場、小林繁からソロ

節目の記録
- 1000試合出場：1992年7月5日、対横浜大洋ホエールズ14回戦（宮城球場）、5回表に落合博満の代走として出場 ※史上304人目

その他の記録
- 開幕戦代打本塁打：1991年4月6日、対読売ジャイアンツ1回戦（セ・リーグ5人目）[8]

## 関連情報

### 出演番組
- Dramatic Game 1844（巨人－中日戦中継時に登場するほか、巨人－中日戦が東京ドームで開催される際、トップナイターの解説者として出演することがある。）
- SPORTS STADIUM
- J SPORTS STADIUM（制作協力が東海テレビの場合のみ、「解説者の川又米利さん」[9]として登場する）
- ズームイン!!朝!（日本テレビ、プロ野球いれコミ情報のコーナーで中京テレビ解説者として出演）
- 情報ライブ ミヤネ屋（読売テレビ、トラトラRのコーナーに数回出演）
- 東海ラジオ ガッツナイターなど東海ラジオの中日関連番組※2008年まで出演。